# Brett Emerton
Pour les articles homonymes, voir Emerton.
Brett Emerton (22 février 1979 à Bankstown), est un footballeur australien évoluant au poste de milieu. International australien.

## Carrière
- 1996-1998 : UTP Olympic ( Australie)
- 1998-2000 : Sydney Olympic ( Australie)
- 2000-2003 : Feyenoord Rotterdam ( Pays-Bas)
- 2003-2011 : Blackburn Rovers ( Angleterre)[1],[2],[3]
- 2011-jan. 2014 :  Sydney FC

## Carrière internationale
- International australien (95 sél., 20 buts) depuis le 7 février 1998 : Australie 0 - 1 Chli.
- Footballeur océanien de l'année 2002

## Palmarès

### En club
- Feyenoord Rotterdam
  - Vainqueur de la Coupe de l'UEFA : 2002
  - Finaliste de la Supercoupe de l'UEFA : 2003
  - Finaliste de la Coupe des Pays-Bas : 2003

### En sélection
- Australie
  - Vainqueur de la Coupe d'Océanie (2) : 2000, 2004